# Urosphena squameiceps
El buscarla colicorta asiática (Urosphena squameiceps) es una especie de ave paseriforme de la familia Cettiidae propia del este de Asia.

## Descripción
Es un pájaro de porte pequeño con una cola corta. Los machos y las hembras son de color similar; su plumaje es marrón, siendo sus partes inferiores de un tono algo más claro, con el obispillo y lista ocular de un tono pardo más oscuro, y lista superciliar crema.

## Distribución geográfica y hábitat
Durante la época de reproducción se lo encuentra en zonas del noreste de Asia incluidas Manchuria, Japón y Corea; y pasa los inviernos en zonas del norte del sureste de Asia incluidos Taiwán y el sureste de China. Su hábitat preferido son los bosques templados, prefieren deambular por el sotobosque del bosque de hojas grandes perennes y bosques bajos de coníferas.

## Comportamiento

### Llamada
Los machos durante la temporada de reproducción emiten un "shee-shee-shee-shee" o "cee-cee-cee" de tono agudo, la llamada de machos y hembras es un "chott-chott-chott".